# Platystele bovilinguis
Platystele bovilinguis är en orkidéart som beskrevs av Carlyle August Luer. Platystele bovilinguis ingår i släktet Platystele och familjen orkidéer. Inga underarter finns listade i Catalogue of Life.